# 烟曲霉文A
烟曲霉文A是一种含氮有机化合物，化学式C18H22N2O2，属于烟曲霉文类麥角靈衍生物，存在于一些麴黴屬（Aspergillus）真菌中。